# Петро-Іванівка
Петро́-Іва́нівка — село в Україні, у Дворічанській селищній громаді Куп'янського району Харківської області. Населення становить 256 осіб. До 2020 орган місцевого самоврядування — Петро-Іванівська сільська рада.

## Географія
Село Петро-Іванівка знаходиться на лівому березі річки Верхня Дворічна, вище за течією за 2 км розташоване село Нововасилівка, нижче за течією за 2 км — село Фиголівка, на протилежному березі село Митрофанівка.

## Історія
1899 — дата заснування.
7 (20) листопада 1917 року, відповідно до.Третього Універсалу Української Центральної Ради, увійшло до складу Української Народної Республіки.
Село постраждало внаслідок геноциду українського народу, проведеного урядом СРСР в 1932—1933 роках, кількість встановлених жертв в Петрово-Іванівці, Митрофанівці, Новомлинську, Хотинську, Дриголівці, Михайлівці — 55 людей.
12 червня 2020 року, відповідно до Розпорядження Кабінету Міністрів України  № 725-р «Про визначення адміністративних центрів та затвердження територій територіальних громад Харківської області», увійшло до складу Дворічанської селищної громади.
19 липня 2020 року, в результаті адміністративно - територіальної реформи та ліквідації Дворічанського району, село увійшло до складу Куп'янського району Харківської області.
Село тимчасово окуповане російськими військами 24 лютого 2022 року.

## Економіка
- В селі є молочно-товарна ферма.
- «УКРАЇНА», сільгосппідприємство НП.

## Об'єкти соціальної сфери
- Школа.
- Клуб.